# António César Vieira
 António César Vieira  (Ilha Terceira, Açores, Portugal, 13 de Dezembro de 1859 — ?) foi um jornalista português, fez parte da redacção do semanário "O Artista" e da "A Voz do Artista".
Foi professor do curso primário nocturno Fonseca Continho, estabelecido no Clube Artístico Terceirense. Foi despachante da alfândega de Angra do Heroísmo. 